# Kol Nidre (1939)
Kol Nidre ist ein US-amerikanisches in schwarzweiß gedrehtes, musikalisches Filmdrama aus dem Jahr 1939.

## Handlung
Jenny Dorfman wächst in den Vereinigten Staaten als Tochter eines armen und frommen Juden auf. Nach Abschluss des College-Studiums steht sie zwischen zwei Männern, die sie seit ihrer Kindheit kennt. Verliebt ist sie in Jack Grossman, der aus einer vermögenden Familie stammt. Jennys Vater Moishe hält Jack jedoch für einen reichen Nichtsnutz, tadelt Jenny wegen des Umgangs mit ihm und rät ihr stattdessen zur Ehe mit Joseph Goldstein, der gerade seinen Lebenstraum umsetzt und Rabbiner wird. Jenny lehnt ab, als moderne Amerikanerin fühlt sie sich nicht an elterliche Vorschriften gebunden. Ihr gefällt Jacks Reichtum und sein schönes Auto, sie will nicht die Frau eines Rabbiners werden und glaubt, dass es besser für Juden ist, sich möglichst schnell anzupassen. Als sie Jack von dieser Auseinandersetzung erzählt, überzeugt er sie mit ihm durchzubrennen und heimlich zu heiraten. 
Zunächst bleibt die Eheschließung geheim. Jenny besucht mit ihrer Mutter die örtliche Synagoge, wo Joseph einen Vortrag über historische Ereignisse hält, bei denen es zu Problemen geführt hat, dass die jüngere Generation der Juden ihre Herkunft verleugnet. Danach gesteht er Jenny seine Liebe, aber sie unterbricht ihn. Später gibt sie ihrem Vater gegenüber zu, mit Jack verheiratet und schwanger zu sein. Daraufhin verstößt Moishe seine Tochter und erleidet einen Schlaganfall.
Zwei Jahre später amüsiert sich Jack mit einer Geliebten, während Jenny kein Geld mehr für Miete und Babynahrung hat. Nach seiner Rückkehr streiten sie sich und es kommt zur Trennung. In ihrer Verzweiflung will Jenny sich selbst und ihr Kind töten. An Jom Kippur hört sie, wie der Chor der Synagoge das Gebet Kol Nidre singt und bittet um Vergebung für die Sünde, die sie begehen will. Ein Polizist kann sie jedoch davor bewahren und eine Sozialarbeiterin nimmt sich ihrer an. Als der betrunkene Jack und seine Geliebte bei einem Autounfall sterben, wendet sich die Sozialarbeiterin an Joseph. Dieser kümmert sich um Jenny, so dass sie wieder zu Kräften kommt. Als Joseph um ihre Hand anhält, sagt sie zu. Danach besucht sie ihren Vater, der ihrer Bitte um Vergebung nachkommt und dessen angegriffene Gesundheit durch die Versöhnung wieder hergestellt wird.

## Hintergrund
Der Film wurde von der Cinema Service Corp. produziert.
Der Produzent und Regisseur Joseph Seiden holte Menashe Oppenheim für die Hauptrolle aus Polen. Im Februar 1939 begannen die Dreharbeiten. Als der Film fertiggestellt war, konnte Oppenheim nicht mehr ins westliche Polen zurückkehren.
Die Hauptdarsteller Lili Liliana und Leon Liebgold waren verheiratet und zwei Jahre zuvor durch ihren Auftritt als Liebespaar in Der Dybbuk bekannt geworden.
Die Filmpremiere von Kol Nidre fand am 7. September 1939 im Clinton Theater in New York statt.
Nachdem der Film längere Zeit verschollen war, wurde er 2012 vom National Center for Jewish Film digital restauriert, mit neuen englischen Untertiteln unterlegt und auf verschiedenen Filmfestivals gezeigt.